# Pigres de Peònia
Pigres de Peònia (en grec antic Πίγρης) fou un noble peoni que amb el seu germà Mànties i la seva germana va anar a Sardes, on era Darios I el Gran, esperant que amb el seu suport obtindria la tirania sobre Peònia. Però Darios va observar una gran laboriositat en la germana, i va ordenar a Megabazos de transportar a tots els peonis a Àsia per aprofitar aquesta suposada característica, segons diu Heròdot (Històries V. 12, &c).